# Municipio de Pittsburg (Arkansas)
El municipio de Pittsburg (en inglés: Pittsburg Township) es un municipio ubicado en el condado de Johnson en el estado estadounidense de Arkansas. En el año 2010 tenía una población de 2466 habitantes y una densidad poblacional de 38,27 personas por km².

## Geografía
El municipio de Pittsburg se encuentra ubicado en las coordenadas 35°25′13″N 93°22′1″O / 35.42028, -93.36694. Según la Oficina del Censo de los Estados Unidos, el municipio tiene una superficie total de 64.44 km², de la cual 59.6 km² corresponden a tierra firme y (7.51%) 4.84 km² es agua.

## Demografía
Según el censo de 2010, había 2466 personas residiendo en el municipio de Pittsburg. La densidad de población era de 38,27 hab./km². De los 2466 habitantes, el municipio de Pittsburg estaba compuesto por el 93.96% blancos, el 0.49% eran afroamericanos, el 1.14% eran amerindios, el 0.12% eran asiáticos, el 0.08% eran isleños del Pacífico, el 1.7% eran de otras razas y el 2.51% pertenecían a dos o más razas. Del total de la población el 3.65% eran hispanos o latinos de cualquier raza.